# 아드리아 아르호나
아드리아 아르호나(스페인어: Adria Arjona, 1992년 4월 25일 ~ )는 미국의 배우이다. 과테말라의 유명 싱어송라이터 리카르도 아르호나의 딸이다. 영화 《퍼시픽 림: 업라이징》, 《6 언더그라운드》에서 조연으로 출연했고 드라마 《퍼슨 오브 인터레스트》, 《트루 디텍티브》, 《멋진 징조들》에서 단역으로 나왔다. 2017년 NBC 방영 드라마 《에메랄드 시》에서는 주인공 도로시를 맡았다.

## 생애와 경력
푸에르토리코에서 태어났으나 멕시코시티에서 유년기를 보냈다. 어머니 레슬리 토레스는 푸에르토리코인, 아버지 리카르도 아르호나는 과테말라 출신의 유명 싱어송라이터이다. 아티스트인 아버지의 활동 덕분에 여러 나라를 오가며 다양한 문화를 접했다. 12세 때부터 미국 마이애미에 거주하였고 18세 때 연예인의 꿈을 가지고 뉴욕에 상경한다. 4년간 뉴욕에서 웨이트리스로 일하면서 리 스트래스버그 연기 학교를 다녔다.
2012년 단편영화의 주연을 맡으면서 데뷔했고, 2014년 드라마 《언포게터블》과 《퍼슨 오브 인터레스트》의 단역으로 연기 활동을 이어간다. 2015년 HBO의 인기 드라마 《트루 디텍티브》 시즌 2에서 극중 테일러 키치의 연인 '에밀리' 역으로 출연했다. 같은 해 넷플릭스의 화제작 《나르코스》 시즌 1에서는 '엘레나'라는 단역으로 출연했다.
2017년 오즈의 마법사 원작의 NBC 드라마 《에메랄드 시》에서 주인공 도로시 게일 역을 맡으며 주목을 받았다. 처음에 아르호나는 (자신의 인종 때문에) 오디션을 고사하려고 했으나 결국 출연하기로 마음먹었다. 자신의 여행 경험과 극중 주요 개념인 '집'을 연결시킴으로써 도로시를 해석했다. 《에메랄드 시》는 비록 한 시즌으로 종영되었으나, 아르호나는 이를 발판으로 영화계로 진출한다. 이듬해 호주 심리 스릴러 영화 《벨코 실험》이 개봉했고, 할리우드의 거대 로봇 블록버스터 《퍼시픽 림: 업라이징》에서 예거 파일럿 '줄스 레예스'를 연기하였다. 2019년에는 아마존에서 제작하는 드라마 《멋진 징조들》에서 마녀 '아나테마 디바이스' 역으로 출연해 베네딕트 컴버배치, 프랜시스 맥도먼드 등과 호흡을 맞추었다.
한편 《나르코스》 이후로 넷플릭스 작품들에 지속적으로 출연하고 있다. 2019년에 《트리플 프런티어》에 이어, 마이클 베이 감독의 넷플릭스 영화 《6 언더그라운드》에서는 비폭력주의자 의사 역을 맡아 라이언 레이놀즈, 멜라니 로랑 등과 함께 연기하였다. 아르호나는 자신의 역할이 단순히 거칠기만(tough) 하지 않은 강한(strong) 여성 캐릭터라고 설명했다. 2020년 공개되는 제이슨 모모아, 머리사 토메이 주연의 넷플릭스 영화 《스위트 걸》에 캐스팅되었다.
2021년 3월에는 마블 코믹스 원작의 영화 《모비우스》가 개봉 예정이다. 그녀의 배역은 '마틴 밴크로프트'로, 원작 만화에서 주인공 마이클 모비우스(자레드 레토)의 약혼자이자 모비우스를 흡혈귀로 변하는 하나의 원인이 되는 캐릭터이다.

## 출연 작품

### 영화
| 연도 | 제목                | 원제                  | 배역                     | 비고 |
| ---- | ------------------- | --------------------- | ------------------------ | ---- |
| 2012 | 상실                | Loss                  |                          | 단편 |
| 2015 | 뉴욕의 결혼         | Wedding in New York   | 파트리시아               |      |
| 2015 | 에오스              | Eos                   | 여자                     | 단편 |
| 2016 | 벨코 실험           | The Belko Experiment  | 레안드라 플로레스        |      |
| 2018 | 퍼시픽 림: 업라이징 | Pacific Rim: Uprising | 줄스 레예스              |      |
| 2018 | 라이프 오브 더 파티 | Life of the Party     | 어맨다                   |      |
| 2019 | 트리플 프런티어     | Triple Frontier       | 요바나                   |      |
| 2019 | 6 언더그라운드      | 6 Underground         | 어밀리아 / 파이브        |      |
| 2021 | 스위트 걸           | Sweet Girl            | 어맨다 쿠퍼              |      |
| 2022 | 모비우스            | Morbius               | 마틴 밴크로프트          |      |
| 2022 | 신부의 아버지       | Father of the Bride   | 소피아 에레라            |      |
| 2023 | 에덴의 부재         | The Absence of Eden   | 야디라                   |      |
| 2023 | 히트맨              | Hit man               | 매디슨 피게로아 마스터스 |      |
| 2024 | 블링크 트와이스     | Blink Twice           | 세라                     |      |

### 텔레비전
| 연도    | 제목                 | 원제               | 배역              | 비고                             |
| ------- | -------------------- | ------------------ | ----------------- | -------------------------------- |
| 2014    | 언포게터블           | Unforgettable      | 수지 허우첸       | "Cashing Out" 편                 |
| 2014-15 | 퍼슨 오브 인터레스트 | Person of Interest | 다니 실바         | 2회분                            |
| 2015    | 나르코스             | Narcos             | 엘레나            | 시즌1 2화 〈시몬 볼리바르의 검〉 |
| 2015    | 트루 디텍티브        | True Detective     | 에밀리            | 6회분                            |
| 2017    | 에메랄드 시          | Emerald City       | 도로시 게일       | 주연                             |
| 2019    | 멋진 징조들          | Good Omens         | 아나테마 디바이스 | 5회분                            |
| 2019    | 런닝맨               |                    | 초대 손님         | 482회, 2019년 12월 22일          |
| 2020    | 몬스터랜드           | Monsterland        | 인어              | "Palacios, Texas" 편             |
| 2022    | 이마 베프            | Irma Vep           | 로리              |                                  |
| 2022    | 스타워즈: 안도르     | Andor              | 빅스 컬린         | 주연                             |